# Mecistocephalus longiceps
Mecistocephalus longiceps är en mångfotingart som beskrevs av Lawrence 1960. Mecistocephalus longiceps ingår i släktet Mecistocephalus och familjen storhuvudjordkrypare.
Artens utbredningsområde är Madagaskar. Inga underarter finns listade i Catalogue of Life.